# Frase adverbial
Em linguística, uma frase adverbial ou locução adverbial é uma expressão de várias palavras que opera adverbialmente: sua função sintática é modificar outras expressões, incluindo verbos, adjetivos, advérbios e frases. Algumas gramáticas usam o rótulo locução adverbial para denotar uma locução adverbial composta inteiramente de advérbios, em vez de uma locução adverbial, que pode não conter um advérbio.
Os exemplos a seguir ilustram alguns dos tipos mais comuns de locuções adverbiais. Todas as locuções adverbiais aparecem em negrito; quando relevante, o cabeçalho de cada locução adverbial aparece entre colchetes.

## Frases adverbiais de grau
As frases adverbiais de grau em português indicam a intensidade ou grau de uma ação, um adjetivo ou outro advérbio. Elas podem expressar igualdade, superioridade ou inferioridade. Exemplos incluem "tão... quanto", "mais... que" e "menos... que".

## Modificando frases adverbiais
Em português, frases adverbiais podem ser modificadas de diversas formas, seja substituindo-as por advérbios, adicionando intensificadores ou usando outras locuções adverbiais. A modificação pode ocorrer para adicionar mais detalhes sobre a ação verbal, enfatizar o modo, tempo ou lugar, ou até mesmo para variar a construção da frase.

## Complemente frases adverbiais
As frases adverbiais complementares são muito menos comuns do que as suas contrapartes modificadoras. Frases adverbiais que funcionam como complementos geralmente surgem quando um advérbio licencia um complemento como um requisito de seleção. Quase todos esses complementos licenciam uma frase preposicional adjacente.

## Distribuição
Funcionalmente, o termo adverbial refere-se a todas as estruturas que podem assumir a posição de um advérbio em um nível de estrutura de frase. Os advérbios modificam as categorias funcionais que ocorrem em uma frase e também podem ser tratados como predicados que são funcionalmente abertos e requerem um ou mais argumentos para serem satisfeitos. Tem sido argumentado que a distribuição dos advérbios é amplamente condicionada pela sua natureza lexical ou propriedades temáticas.

### Classes de advérbios
As principais classes de advérbios são usadas para distinguir as propriedades funcionais dos advérbios dentro da frase. Cada classe possui subcategorias, que se referem mais especificamente às propriedades sintáticas e semânticas do advérbio. Não existe uma terminologia específica para essas classes, usada universalmente na literatura, embora os advérbios sejam frequentemente classificados em suas categorias funcionais. As principais classes de advérbios são adjunto, disjunto e conjunto.
1. Adjunto:
referindo-se a informações da ação ou estado na cláusula ou aspectos de coisas dentro do mundo real.
2. Conjunção:
contextualiza relações entre textos. Fornece uma função conectiva.
(ou seja, além disso, para começar, no entanto)
3. Disjuntor :
transmite a avaliação de um falante sobre algo
(ou seja, provavelmente, felizmente)
4. Subjuntivo:
tem um papel subordinado em relação a outras orações na estrutura.
frequentemente referindo-se a advérbios de ponto de vista, foco ou grau

A classe do subjuntivo é geralmente colocada dentro da classe do adjunto, pois é difícil distinguir entre as duas.
As subcategorias para advérbios têm terminologia de uso mais universal e frequentemente se referem à natureza do advérbio dentro de cada frase.  A maior parte da literatura concentra-se nas categorias específicas de adjuntos adverbiais.  
As subcategorias para advérbios têm terminologia de uso mais universal e frequentemente se referem à natureza do advérbio dentro de cada frase.  A maior parte da literatura concentra-se nas categorias específicas de adjuntos adverbiais.  

### Subcategorias para advérbios
Os adjuntos adverbiais são a classe de adjuntos adverbiais mais frequentemente discutida quando se discute distribuição em português. Os adjuntos adverbiais complementares também apresentam atributos semelhantes aos dos adjuntos. Distinguir entre elas é uma questão de compreensão evidente da frase e será discutida abaixo. As subcategorias mais reconhecíveis para adjuntos adverbiais seriam:
1. Tempo (responde à pergunta "Quando?")
Ela chegará em breve.
2. Lugar (responde à pergunta Onde?')
Ela está esperando perto do muro.
3. Maneira (responde à pergunta "Como?")
Eles estão discutindo o assunto de forma civilizada.

Outras subcategorias possíveis de adjuntos adverbiais são: grau, orientado para o falante, duração, foco, ponto de vista, modalidade e frequência.

#### Ligação
Os adjuntos adverbiais, às vezes chamados de adjuntos de ligação, são usados para conectar orações e aparecer em uma posição inicial de oração em português.
Na terça-feira há uma grande festa; no entanto, não fui convidado.

#### Avaliativo
Advérbios disjuntos, também chamados de advérbios modais, têm subcategorias que transmitem a interpretação do falante sobre o que aparece mais abaixo na oração.
Na minha opinião, a sintaxe é confuso.
Os adjuntos adverbiais não são frequentemente discutidos como uma classe própria na literatura. Como a distinção dessas subcategorias como subjuntivo depende do papel que o adjunto adverbial assume dentro da frase, um papel subordinado, e quando não estiver nessa estrutura estará na classe adjunta.
1. Ponto de vista
2. Foco
3. Grau

### Adjuntos e complementos
Os adjuntos adverbiais podem ser adjuntos, complementos, conjunções ou disjunções. Mais comumente, locuções adverbiais são complementos ou adjuntos. As locuções adverbiais adjuntas fornecem informações adicionais e fazem parte da estrutura da oração, mas são opcionais.  Complementos são elementos de um enunciado que completam o significado do substantivo ou frase em que está sendo usado. Ao contrário dos adjuntos, eles são necessários para completar o significado de uma determinada frase. Complemento adverbial é o termo usado para identificar uma frase adverbial necessária ao significado do verbo ou enunciado. Os complementos adverbiais sempre aparecem depois do verbo que eles modificam. Se o verbo for intransitivo, o complemento aparecerá diretamente após o verbo; se o verbo for transitivo, o complemento aparecerá após o objeto direto do verbo.
Um teste para identificar se uma locução adverbial é um complemento ou um adjunto é remover a locução em questão da frase. Se a frase não fizer mais sentido ou se seu significado for muito alterado, então o elemento adverbial é um complemento. Se o significado ainda estiver intacto, é um adjunto.
| Com adjunto adverbial                         | Sem adjunto adverbial        | A frase se torna agramatical por si só? |             |
| --------------------------------------------- | ---------------------------- | --------------------------------------- | ----------- |
| Como você chegou em casa?                     | Como você chegou lá?         | sim                                     | complemento |
| Ela leu o livro em silêncio                   | Ela leu o livro              | não                                     | adjunto     |
| Coloque as flores no vaso                     | Coloque as flores            | sim                                     | complemento |
| Eles fizeram o dever de casa depois da escola | Eles fizeram o dever de casa | não                                     | adjunto     |

## Frontação adverbial
Um fenômeno que ocorre frequentemente em frases que envolvem locuções adverbiais é a colocação do adjunto adverbial no início, em que a locução adverbial é movida para a frente da frase.
- Farei o cruzeiro no ano que vem.
- Ano que vem, farei o cruzeiro.

O trabalho sobre esse fenômeno, bem como a comparação do movimento de frases adverbiais para essa posição sintática com o movimento típico e a topicalização de argumentos foi abordado por Haegeman. Há uma diferença entre adjuntos frontais (nesse caso, locuções adverbiais) e argumentos topicalizados. As locuções adverbiais se comportam como adjuntos, o que é particularmente útil em discussões sobre locuções adverbiais e seus movimentos, bem como sua integração na estrutura sintática.